# Macrogyrus leopoldi
Macrogyrus leopoldi is een keversoort uit de familie van schrijvertjes (Gyrinidae). De wetenschappelijke naam van de soort is voor het eerst geldig gepubliceerd in 1932 door Ball.